# بوشفاعة
بوشفاعة جماعة قروية مغربية شمال المملكة، تنتمي إلى إقليم تازة ، شرقي مدينة فاس، تضم قرية بوشفاعة 10.703 نسمة (إحصاء 2004).

## دواوير الجماعة
- دوار عين الساهلة
- دوار بوشفاعة
- دوار أهل بودريس
- دوار أغبال